# Rampur (Himachal Pradesh)
Rampur és una ciutat i municipi d'Himachal Pradesh, al districte de Simla. Està situada a la base d'una notable muntanya de poc més de 1000 metres d'altura i a la riba del Sutlej, a 31° 27′ N, 77° 38′ E / 31.45°N,77.63°E.
Consta al cens del 2001 amb una població de 9.920 habitants; el 1901 només tenia 1.157 habitants.
Fou capital d'hivern de l'estat de Bashahr (a l'estiu la capital era Sarahan), llavors sota jurisdicció del Panjab. Va ser damnada pels gurkhes durant el seu domini però es va recuperar després del 1815. Va patir un terratrèmol important el 1905. El palau del raja, al nord-est de la ciutat és l'edifici principal però són famosos els shawls coneguts com a Rampur chadars.